# Myrmosicarius infestans
Myrmosicarius infestans är en tvåvingeart som beskrevs av Borgmeier 1931. Myrmosicarius infestans ingår i släktet Myrmosicarius och familjen puckelflugor. Inga underarter finns listade i Catalogue of Life.